# Pavlo Jnykin
Pavlo Khnykin (Ekaterimburgo, Rusia, 5 de abril de 1969) es un nadador ucraniano de origen ruso retirado especializado en pruebas de estilo libre, donde consiguió ser campeón olímpico en 1992 en los 4 x 100 metros libre, representando al Equipo Unificado.

## Carrera deportiva
En los Juegos Olímpicos de Barcelona 1992 ganó la medalla de plata en los relevos de 4 x 100 metros libre, con un tiempo de 3:17.56 segundos, tras Estados Unidos y por delante de Alemania; y también ganó la plata en los relevos 4 x 100 metros estilos, con un tiempo de 3:38.56 segundos, de nuevo tras Estados Unidos y por delante de Canadá.